# 南投縣埔里鎮太平國民小學
南投縣立太平國民小學（英語：Tai-Ping Elementary School,TPES），簡稱太平國小，是一所位於台灣南投縣埔里鎮合成里（又稱大坪頂地區）地區的一所公立國民小學，附設有幼稚園，現任校長為尤長盈。

## 校史
埔里鎮太平國小源於1949年9月的「史港國民學校大坪頂分班」與「水尾國民學校水流東分班」。史港國民學校大坪頂分班與水尾國民學校水流東分班後於1952年合併成史港大坪頂分校，1954年9月1日獨立成為太平國民學校，首任校長為安貴身，在1968年因實施九年國民義務教育而改稱太平國民小學。
2010年5月27日校友新任豐塑膠股份有限公司董事長陳文義，捐獻一座以其父親陳深淵名字命名的多功能會館「深淵紀念館」，協助改善當地學習資源缺乏的問題。
2012年該校榮獲全國森巴鼓比賽冠軍，亦使森巴鼓與百香果成為當地、學校特色。

## 歷任校長[4]
| 屆次               | 姓名               | 就任時間           | 卸任時間           |
| 南投縣太平國民學校 | 南投縣太平國民學校 | 南投縣太平國民學校 | 南投縣太平國民學校 |
| ------------------ | ------------------ | ------------------ | ------------------ |
| 1                  | 安貴身             | 1954年9月1日       | 1955年8月31日      |
| 2                  | 劉百魁             | 1955年9月1日       | 1956年5月31日      |
| 3                  | 林水秋             | 1956年6月1日       | 1968年8月31日      |
| 太平國民小學       |                    |                    |                    |
| 1                  | 林水秋             | 1968年9月1日       | 1970年8月31日      |
| 2                  | 陳曉樞             | 1970年9月1日       | 1978年8月31日      |
| 3                  | 林英鍊             | 1978年9月1日       | 1989年7月31日      |
| 4                  | 賴衡光             | 1989年8月1日       | 1996年7月31日      |
| 5                  | 陳鶴鳳             | 1996年8月1日       | 1999年8月1日       |
| 6                  | 謝瑞呈             | 1999年8月1日       | 2001年7月31日      |
| 7                  | 徐政宗             | 2001年8月1日       | 2004年1月31日      |
| 8                  | 鐘森雄             | 2004年2月1日       | 2007年7月31日      |
| 9                  | 黃淑芬             | 2007年8月1日       | 2013年7月31日      |
| 10                 | 劉永健             | 2013年8月1日       | 2017年7月31日      |
| 11                 | 陳俊豪             | 2017年8月1日       | 2021年7月31日      |
| 12                 | 尤長盈             | 2021年8月1日       | 現任               |

## 歷年畢業人數
| 年度   | 人數 | 年度   | 人數 | 年度   | 人數 | 年度   | 人數 |
| ------ | ---- | ------ | ---- | ------ | ---- | ------ | ---- |
| 2005年 | 162  | 2008年 | 155  | 2011年 | 126  | 2014年 | 90   |
| 2006年 | 163  | 2009年 | 153  | 2012年 | 117  | 2015年 | 78   |
| 2007年 | 155  | 2010年 | 139  | 2013年 | 100  | 總計   | 1438 |